# Dudu (ur. 1992)
Dudu, właśc. Eduardo Pereira Rodrigues (ur. 7 stycznia 1992 w Goiânia w stanie Goiás) – brazylijski piłkarz występujący na pozycji skrzydłowego lub ofensywnego pomocnika.

## Kariera piłkarska

### Kariera klubowa
Jest wychowankiem Cruzeiro EC, w którym w 2009 rozpoczął karierę piłkarską. W 2010 został wypożyczony do klubu Coritiba FBC. 31 sierpnia 2011 podpisał 5-letni kontrakt z Dynamem Kijów. W lutym 2014 został wypożyczony na półtora roku do Grêmio Porto Alegre. 11 stycznia 2015 przeszedł do SE Palmeiras.

### Kariera reprezentacyjna
W 2011 w barwach młodzieżowej reprezentacji Brazylii rozegrał wszystkie 7 meczów w turnieju finałowym Mistrzostw świata U-20, w których zdobył 3 bramki.

## Sukcesy i odznaczenia

### Sukcesy klubowe
- mistrz Brazylijskiej Série B: 2010
- mistrz Campeonato Mineiro: 2011

### Sukcesy reprezentacyjne
- mistrz świata U-20: 2011